# Valltjärnen (Rätans socken, Jämtland)
Valltjärnen är en sjö i Bergs kommun i Jämtland och ingår i Ljungans huvudavrinningsområde. Sjön har en area på 0,0932 kvadratkilometer och ligger 411,1 meter över havet. Sjön avvattnas av vattendraget Loån.

## Delavrinningsområde
Valltjärnen ingår i det delavrinningsområde (694286-144227) som SMHI kallar för Inloppet i Stortjärnen. Medelhöjden är 431 meter över havet och ytan är 5,33 kvadratkilometer. Räknas de 3 avrinningsområdena uppströms in blir den ackumulerade arean 44,52 kvadratkilometer. Loån som avvattnar avrinningsområdet har biflödesordning 2, vilket innebär att vattnet flödar genom totalt 2 vattendrag innan det når havet efter 193 kilometer. Avrinningsområdet består mestadels av skog (62 procent) och sankmarker (21 procent). Avrinningsområdet har 0,1 kvadratkilometer vattenytor vilket ger det en sjöprocent på 1,8 procent.